# Tauïsk

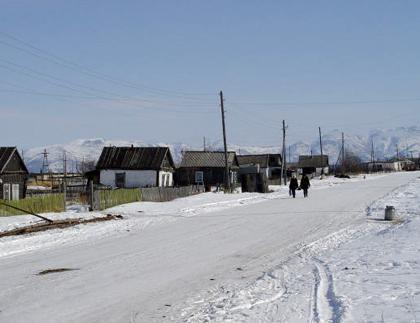
Imatge de Tauïsk.

Tauïsk (en rus: Тауйск) és un poble de l'óblast de Magadan, a Rússia, que el 2018 tenia 544 habitants.